# 丸山瑠美子
丸山 瑠美子（まるやま るみこ〔旧芸名：丸山 瑠美子、雨宮 るみ子、雨宮 留美子、丸山 瑠真〕、1959年2月28日 - ）は、日本の女優。福岡県出身。身長 154 cm。体重 48 kg。靴のサイズ 23 cm。
東京映像芸術学院演技声優科卒。圭三プロダクションでフリーアナウンサーを経て、希楽星所属。高校在学中は劇団ひまわりに所属していた。
特技はシャンソン、水泳、バレーボール、テニス、ジャズダンス。趣味は旅行、美術鑑賞。

## 出演

### 映画
- 「催眠」（1999年6月5日）
- 「メッセンジャー」（1999年8月21日）
- 「白い船」（2002年7月6日）
- 「母のいる場所」（2005年4月9日） - 鳥海えいの孫娘 役
- 「極道な月」（2007年） - 紀子 役
- 「嘘を愛する女」（2018年1月20日） - 川原清美 役

### テレビドラマ
- 「隣人は秘かに笑う」（1999年10月13日 - 12月15日 / 日本テレビ） - プレゼンナレーション 役
- 月曜ドラマスペシャル「女借金取りがゆく!!」（2000年2月7日 / TBS） - 野村正夫の母 役
- 「ブランド」第10話（2000年3月16日 / フジテレビ） - 壮一郎の母 役
- 「太陽は沈まない」第6話（2000年5月18日 / フジテレビ） - 少年の母 役
- 「FLY 航空学園グラフィティ」第3話（2000年5月23日 / NHK総合） - 立川さつき 役
- 「YASHA-夜叉-」第9話（2000年6月16日 / テレビ朝日） - 透子の母 役
- 「ストレートニュース」最終話（2000年12月13日 / 日本テレビ） - 秋本の妻 役
- 「はみだし刑事情熱系」PART5 最終話（2001年3月28日 / テレビ朝日）
- 「渋谷系女子プロレス」（2001年7月5日 - 12月20日 / テレビ朝日） - 綾乃 役
- 「恋を何年休んでますか」第6話（2001年11月23日 / TBS） - 美容院の客 役
- 「ビッグマネー!〜浮世の沙汰は株しだい〜」第7話、第9話（2002年5月23日、6月6日 / フジテレビ） - 木本美幸の母 役
- 「海猿」（2002年7月13日、2003年8月18日 / NHK）
- 「サイコドクター」第3話（2002年10月23日 / 日本テレビ） - いづみの母（写真） 役
- 「薔薇の十字架」第4話、第5話、第8話、第9話（2002年10月31日、11月7日、11月28日、12月5日 / フジテレビ） - 角田 役
- 「最後の弁護人」第4話（2003年2月5日 / 日本テレビ） - 鷹西 役
- 「Stand Up!!」第8話（2003年8月22日 / TBS） - マキの母 役
- 火曜サスペンス劇場 「眠らない電話」（2003年11月18日 / 日本テレビ） - 少年の母 役
- 「信濃のコロンボ事件ファイル」第11作（2006年4月2日 / テレビ東京）
- 水曜ミステリー9「子だくさん刑事」（2006年6月18日 / BSジャパン） - 川村陽子の母 役
- 火曜ドラマゴールド「カリスマ占い師殺人鑑定」（2006年12月12日 / 日本テレビ）
- 「Cafe吉祥寺で」第6話（2008年9月29日 / 12月26日、テレビ東京） - ひふみの母 役
- 「LIAR GAME」第1話、第5話（2007年4月14日、5月12日 / フジテレビ） - 秋山美智子 役
- 「家政婦は見た! ファイナル」（2008年7月12日、テレビ朝日）
- 「夜光の階段」第4話（2009年5月14日 / テレビ朝日） - 中年女 役
- 「曲げられない女」第7話（2010年2月24日 / 日本テレビ） - 見合い相手の母 役
- 「相棒9」元日スペシャル（2011年1月1日 / テレビ朝日） - 南雲の妻 役
- 「ミス・パイロット」第1話、第7話（2013年10月15日、11月26日 / フジテレビ） - 小島の母 役
- 「ディア・シスター」第10話（2014年12月18日 / フジテレビ） - 櫻庭聡子 役
- 「大岡越前」（NHK BSプレミアム） - 料亭女将 役
- 「闇金ウシジマくん Season3」（2016年7月18日 - 9月19日 / TBS）
- 「スニッファー 嗅覚捜査官」第2話（2016年10月29日 / NHK） - 藤堂夫人 役
- 「明日への誓い」（2018年3月25日 / テレビ朝日） - 神谷将太郎の妻 役
- 「インハンド」第1話（2019年4月12日 / TBS） - 桶矢良子 役
- 「MIU404」第8話（2020年8月14日 / TBS） - 蒲郡麗子 役[6][7]

### 配信ドラマ
- 「LIAR GAME エピソードゼロ アキヤマ編」（2009年 / フジテレビ On Demand） - 秋山美智子 役
- 「40女と90日間で結婚する方法」第9話（2009年12月30日 / BeeTV） - ファッション雑誌の記者 役
- 「24時間女優-待つ女-」第4回（2013年12月13日 / ひかりTV）

### その他
- 「日本全国ひる休み」（1980年3月31日 - 9月30日 / フジテレビ） - アシスタント
- 「笑ってる場合ですよ!」（1980年10月1日 - 1982年10月1日 / フジテレビ） - アシスタント
- 「ベストタイム」（2000年4月10日 - 2004年3月26日 / TBS）